# Saint-Wandrille-Rançon
Saint-Wandrille-Rançon là một commune là một xã thuộc tỉnh Seine-Maritime trong vùng Normandie miền bắc nước Pháp.

### Huy hiệu
| Arms of Saint-Wandrille-Rançon | The arms of Saint-Wandrille-Rançon are blazoned: Vert, a pall wavy argent between a mill wheel and 2 fleurs-de-lys Or. |

## Dân số
| Năm | 1962 | 1968 | 1975 | 1982 | 1990 | 1999 | 2006 |
| --- | ---- | ---- | ---- | ---- | ---- | ---- | ---- |
| Dân số | 1061 | 1106 | 1261 | 1184 | 1151 | 1172 | 1196 |
| From the year 1962 on: No double counting—residents of multiple communes (e.g. students and military personnel) are counted only once. |      |      |      |      |      |      |      |